# Anuradha Mittal
Anuradha Mittal (* vor 1970 in Meerut, Indien) ist eine indisch-US-amerikanische Politologin. Sie ist die Leiterin der Forschungseinrichtung Oakland Institute in Oakland (USA).

## Herkunft und Ausbildung
Anuradha Mittal wurde in der nordindischen Millionenstadt Meerut geboren. Von 1974 bis 1984 besuchte den St. Mary's Convent und die Highschool in Kanpur. 1984 begann sie ein Politikwissenschaftsstudium am Indraprastha College For Women der Delhi University, das sie 1987 mit einem Bachelor of Arts (B.A.) abschloss. Von 1990 bis 1994 absolvierte sie einen Masterstudiengang in Political Economy an der Oxford Brookes University.

## Karriere
1995 begann sie als Policy Director beim Institute for Food and Development Policy im kanadischen Oakland. 2000 wurde sie dort Codirektorin (und blieb es bis 2004).
Im Januar 2004 gründete sie The Oakland Institute und leitet es seither als Exekutivdirektorin. Das Oakland Institute ist ein unabhängiges Think Tank, das sich das Ziel gesetzt hat, öffentliche Teilhabe und faire Debatte über strittige gesellschaftliche Themen zu fördern.
Es beschäftigt sich mit Umweltfragen aller Art, dem Klimawandel, Ausländische Direktinvestitionen, Nahrungsmittelhandel, Entwicklungshilfe, Landnutzungsrechte, Armut, Nachhaltigkeit, Handelsabkommen.
Bekannt wurde das Oakland Institut aber auch durch seine Beschäftigung mit Land Grabbing, der unrechtmäßigen Aneignung von Land in Afrika und anderen Erdteilen.
Im Jahr 2011 berichtete das Institut über eine 26-Millionen-Dollar-Investition der Vanderbilt University in einen Hedgefonds, dem missbräuchliche Praktiken in Ländern südlich der Sahara, darunter Mosambik, Südafrika, Swasiland, Sambia und Simbabwe, vorgeworfen wurden. Über den Fall wurde international berichtet, er führte 2012 zu Studentenprotesten auf dem Campus.

## Sonstige Aufgaben
Anuradha Mittal ist Beraterin von internationalen Organisationen wie der UNCTAD. Sie kooperiert mit Hilfsorganisationen und Einrichtungen wie dem Right Livelihood Award, auch als Alternativer Nobel-Preis bekannt, und dem International Forum on Globalization.
Sie ist seit 2012 Mitglied des Kuratoriums der Ben & Jerry's Foundation, einer Stiftung der kommerziellen US-Firma, und kümmert sich dort um die Sozialprojekte und das Markenimage.

## Preise und Auszeichnungen
- 2008 Most Valuable Progressive Thinker der US-Zeitschrift The Nation[8]
- 2007 Global Citizen Award der UNA-USA East Bay[9]
- 2006 KPFA Peace Award
- 2022 Paul K. Feyerabend Award[10]

## Kritik
Auf der Internet-Plattform „Stopantisemitism.org“ des Social-Media-Influenzers Liora Rez wurde Mittal 2021 zur Antisemitin des Jahres ernannt. In einem Video von 71 sek wird ihr eine Unterstützung von Boycott, Divestment and Sanctions vorgeworfen, außerdem Kontakte über das Oakland-Institut und Ben & Jerry’s zu der US-amerikanischen Aktivistin Linda Sarsour und dem palästinensischen Resource Center for Palestinian Residency and Refugee Rights (BADIL), das durch das Video mit der Verbreitung antisemitischer Cartoons in Verbindung gebracht wird.

## Veröffentlichungen
- mit Shepard Daniel: (Mis)Investment in Agriculture: The Role of the International Finance Corporation in the Global Land Grab (PDF 2010)
- mit Shepard Daniel: The Great Land Grab: Rush for World’s Farmland Threatens Food Security for the Poor (PDF 2009)
- mit Melissa Moore: Voices from Africa: African Farmers and Environmentalists Speak out Against a New Green Revolution (PDF 2009)
- 2008 Food Price Crisis: Rethinking Food Security Policies (PDF 2009)
- mit Christine Ahn: Going Gray in the Golden State: The Reality of Poverty Among Seniors in Oakland, California (PDF 2008)
- mit Felicia Gustin: Turning the Tide: Challenging the Right on Campus (PDF 2006)
- mit Frederic Mousseau: Sahel: A Prisoner of Starvation (PDF 2006)
- mit Peter Rosset: America Needs Human Rights Food First Books, 1999, ISBN 0-935028-72-2.